# Panionios FC
El Panionios GSS FC (grec: Πανιώνιος) és la secció de futbol de la societat poliesportiva grega Panionios GSS, que té la seua seu a Nea Smirni (Atenes). Participa a la Super Lliga Grega, la primera divisió grega.
El Panionios va ser fundat el 1890 a Esmirna cosa que el fa el club de futbol grec més antic. Arran de la guerra greco-turca de 1919-1922 i de l'intercanvi de població entre Grècia i Turquia, el club poliesportiu Panionios GSS va ser traslladat a Atenes.
Han guanyat dues copes gregues (el 1979 i el 1998), mentre que van quedar subcampions del campionat grec durant les temporades 1950–51 i 1970–71. També han guanyat la Copa dels Balcans de 1971 i han aconseguit els quarts de final de la Recopa d'Europa de futbol la temporada 1998–99.

### Palmarès
- 1 Copa Balcànica de clubs: 1971
- 2 Copa grega de futbol: 1979, 1998

### Jugadors destacats
| - Nikos Anastópulos - Takis Fissas - Antonis Manikas - Thomàs Mavros - Kostas Nestoridis - Dimitris Saravakos - Nikos Tsiantakis - Aléxandros Tziolis | - Vanguelos Mantzios - Foto Strakosha - Stéphane Demol - Luciano de Souza - Jaroslav Drobný - Thomas Christiansen - Marcel Coras - Tamadani Nsaliwa | - Terry Curran - Marco Gabbiadini - Mark Robins - Gary Owen - Keith Gumbs - Milinko Pantić - Erol Bulut |

### Evolució de l'uniforme
| 1908 | 1924 | 1930 | 2012 | 2013–14 (A) | 2014–15 (A) | 2016–17 |